# Jump-Up
Jump-up – gatunek muzyki drum and bass granej w klubach odwiedzanych masowo, zaprojektowany tak, by pobudzić ludzi do tańca i skakania (ang. jump-up). Wykreowany został przez takie gwiazdy sceny dnb jak Shy FX czy DJ Hype. Jego budowa jest prosta – zawiera skoczne linie basowe, często wykorzystuje "zabawne" dźwięki z programów TV dla dzieci.